# ایستوچنی مویستیر
ایستوچنی مویستیر (به صربی: Istočni Mojstir) یک منطقهٔ مسکونی در صربستان است که در توتین، صربستان واقع شده‌است. ایستوچنی مویستیر ۱۳۸ نفر جمعیت دارد.